# Centrorhynchus simplex
Centrorhynchus simplex är en hakmaskart som beskrevs av Meyer 1932. Centrorhynchus simplex ingår i släktet Centrorhynchus och familjen Centrorhynchidae. Inga underarter finns listade i Catalogue of Life.